# Eridontomerus arrabonicus
Eridontomerus arrabonicus is een vliesvleugelig insect uit de familie Torymidae. De wetenschappelijke naam is voor het eerst geldig gepubliceerd in 1954 door Erdös.